# Hårsvingel
Hårsvingel (Festuca baffinensis) är en gräsart som beskrevs av Nicholas Vladimir Polunin. Enligt Catalogue of Life ingår Hårsvingel i släktet svinglar och familjen gräs, men enligt Dyntaxa är tillhörigheten istället släktet svinglar och familjen gräs. Arten har ej påträffats i Sverige. Inga underarter finns listade i Catalogue of Life.